# Établissement de gestion de services aéroportuaires de Constantine
L'Établissement de gestion de services aéroportuaires de Constantine (EGSA Constantine) (en arabe : مؤسسة تسيير مصالح مطارات قسنطينة) est une agence gouvernementale qui gère 7 aéroports dans le Nord-Est de l'Algérie. Sa mission est de gérer, développer et exploiter les aéroports ouverts au trafic aérien public.

## Histoire
L’EGSA de Constantine a été créé par le décret présidentiel n°175-87 du 11 août 1987. Il est placé sous la supervision du Ministère des Transports algérien. Il a été transformé en Établissement public à caractère industriel et commercial (EPIC) doté de missions de service public par le décret exécutif N° 91-150 du 18 mai 1991.
Le 08 juillet 1997, la gestion des aéroports de Annaba et de Tébessa a été transférée à l’EGSA Constantine à la suite de la dissolution de l'EGSA de Annaba par décret exécutif N° 97-255.

## Liste
L'Établissement de gestion de services aéroportuaires de Constantine gère sept aéroports dont :
Six aéroports internationaux :
- Aéroport d'Annaba - Rabah-Bitat ;
- Aéroport de Batna - Mostepha Ben Boulaid ;
- Aéroport de Biskra - Mohamed Khider ;
- Aéroport de Constantine - Mohamed Boudiaf ;
- Aéroport de Jijel - Ferhat Abbas ;
- Aéroport de Sétif - 8 Mai 1945 ;

et un aéroport national : 
- Aéroport de Tébessa - Cheikh Larbi Tébessi.

## Trafic
| Aéroport    | Nombre de passagers en 2019 | Statistiques du fret en 2019 (en tonnes) |
| ----------- | --------------------------- | ---------------------------------------- |
| Annaba      | 515 481                     | 169 381                                  |
| Batna       | 78 285                      | 13 450                                   |
| Biskra      | 136 718                     | 9 538                                    |
| Constantine | 1 092 491                   | 252 438                                  |
| Jijel       | 85 157                      | 0                                        |
| Sétif       | 200 578                     | 0                                        |
| Tébessa     | 48 845                      | 1 415                                    |